# ستروهاروف (ناحیه پراگ-شرق)
ستروهاروف (به چکی: Struhařov) یک منطقهٔ مسکونی در جمهوری چک است که در ناحیه پراگ-شرق واقع شده‌است. ستروهاروف ۵٫۷۸ کیلومتر مربع مساحت و ۶۸۳ نفر جمعیت دارد و ۴۷۵ متر بالاتر از سطح دریا واقع شده‌است.